# Włodzimierz Abłamowicz
Włodzimierz Abłamowicz, Abłamowicz-Habdank ps. Tatar (ur. 2 listopada 1891 w Krakowie, zm. 4 października 1974) – dowódca w powstaniach śląskich, doktor prawa.

## Życiorys
Urodził się w 2 listopada 1891 w Krakowie w rodzinie inteligenckiej jako syn powstańca styczniowego Stanisława Abłamowicza i Marii z Matuszewiczów. Miał 6 rodzeństwa: Stanisławę,  Marię, Piotra, Tadeusza, Adama i Witolda.
Rodzina była pochodzenia tatarskiego. Ukończył Gimnazjum św. Jacka w Krakowie. W latach 1910–1914 studiował na Wydziale Prawa Uniwersytetu Jagiellońskiego. W sierpniu 1914 powołano go do armii austriacko-węgierskiej. W ramach powołania walczył w I wojnie światowej. Został zwolniony w 1917. W tym samym roku wrócił na studia i uzyskał stopień naukowy doktora. Następnie wstąpił w szeregi Polskiej Organizacji Wojskowej przyjmując pseudonim „Tatar”.
Od 1912 roku działał w Drużynach Strzeleckich, a następnie w Polskiej Organizacji Wojskowej. W listopadzie 1918 roku wstąpił do Wojska Polskiego, gdzie był m.in. dowódcą pociągu pancernego nr 1. W grudniu 1918 roku na czele ochotników wyruszył pod Lwów, gdzie walczył z Ukraińcami.
Na wieść o wybuchu III powstania śląskiego w stopniu por. piech. przybył na teren Górnego Śląska wraz z dwoma pociągami pancernymi. Jako dowódca I dyonu pociągów pancernych „Nowina-Doliwa” i „Korfanty” brał udział w ataku na Kędzierzyn-Koźle. Od połowy maja 1921 roku do końca działań bojowych dowodził dyonem pociągów pancernych („Nowina-Doliwa”, „Korfanty”, „Ślązak” i „Powstaniec").
W okresie międzywojennym prowadził kancelarię adwokacją w Krakowie. We wrześniu 1939 roku został ciężko ranny, tracąc wzrok. W latach 1939–1945 przebywał na Węgrzech. Po zakończeniu II wojny światowej powrócił do Krakowa, pracował i działał na rzecz  środowiska byłych powstańców śląskich. W latach 1948–1953 więziony przez Urząd Bezpieczeństwa Publicznego. Zmarł 4 października 1974, został pochowany na Cmentarzu Rakowickim w Krakowie.
Odznaczony m.in. trzykrotnie Orderem Virtuti Militari, Śląskim Krzyżem Powstańczym, czterokrotnie Krzyżem Walecznych, Orderem Odrodzenia Polski oraz Medalem Niepodległości.